# Giornata mondiale del diabete
La giornata mondiale del diabete (in inglese World Diabetes Day) è una giornata di sensibilizzazione sul diabete.
Si svolge ogni anno il 14 novembre: la data è stata scelta in quanto celebra la nascita del fisiologo canadese Frederick Grant Banting, che insieme a Charles Herbert Best, scoprì l' insulina, nel 1921, e il cui risultato consentì riguardo al diabete di passare da una malattia mortale a una malattia controllabile.  Più di 60 paesi aderiscono a questa campagna ed è stato deciso che, in questa data, diversi monumenti nel mondo, vengano illuminati in blu come un segno di speranza per le persone che vivono con questa malattia e coloro che sono a rischio di sviluppare la malattia stessa.
La ricorrenza è stata istituita nel 1991 dalla International Diabetes Federation (IDF) e dall' Organizzazione mondiale della sanità (OMS) in risposta all'aumento delle diagnosi di questa malattia: obiettivo è quello di educare alla prevenzione del diabete e una buona gestione di esso, così come le malattie ad esso correlate e la qualità della vita che può essere raggiunta con la sua buona gestione.
Diverse attività vengono svolte in questa giornata, come passeggiate e conferenze stampa, seguendo un tema annuale dal 2004 al 2006.
A partire dal 2006, l'Organizzazione delle Nazioni Unite ha dichiarato la ricorrenza una giornata ufficiale di salute per evidenziare che questa malattia è una priorità nelle questioni relative alla salute stessa e ha iniziato a celebrarla nel 2007.
Si stima che attualmente ci siano circa 350 milioni di persone che vivono con questa malattia e si calcola quindi che ogni anno più di 3 milioni di persone che vivono con il diabete muoiano per malattie correlate;  da qui il suo focus sull'educazione sulla diagnosi tempestiva e sulla buona gestione del diabete.
L'Assemblea generale delle Nazioni Unite ha adottato una risoluzione A / RES / 61/225 in cui ha così designato il 14 novembre, World Diabetes Day, la giornata delle Nazioni Unite dedicata a questo tema. Il documento riconosce "l'urgente necessità di svolgere attività multilaterali per promuovere e migliorare la salute umana e facilitare l'accesso alle cure e alle istruzioni per l'assistenza sanitaria".
La risoluzione ha inoltre incoraggiato gli Stati membri a sviluppare politiche nazionali sulla prevenzione, il trattamento e la cura del diabete che siano coerenti con lo sviluppo sostenibile dei loro sistemi di assistenza sanitaria, tenendo presente gli Obiettivi di sviluppo sostenibile.